# Génération Y

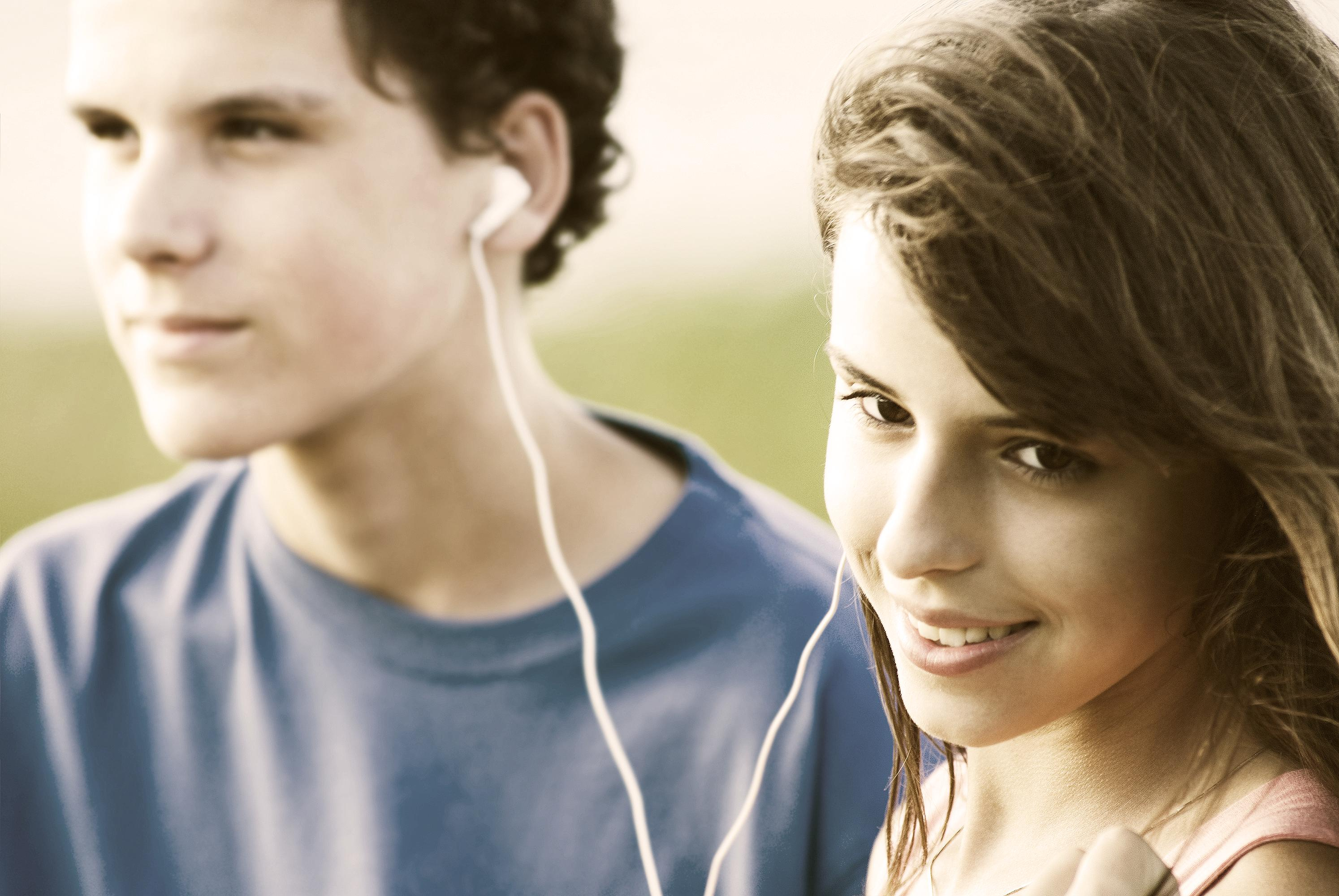
Le baladeur numérique, symbole de la génération Y.

La génération Y, aussi appelée les milléniaux, ou les millénariaux (millenials, en anglais), regroupe les personnes nées entre le début des années 1980 et le milieu des années 1990. Elle succède à la génération X et précède la génération Z. Elle est marquée par l'avènement d'Internet, des réseaux sociaux, et la transition vers un monde numérique. Les milléniaux sont considérés comme les premiers enfants du numérique.

## Années de transition
Les délimitations chronologiques de la génération Y peuvent varier selon les définitions.
Elle débuterait en 1981 et se terminerait en 1996, selon le Pew Research Center. 
Cette génération débuterait plutôt en 1980 et se terminerait en 1996 selon un article paru dans la revue Harvard Business Review.
Selon Statistique Canada, la génération Y débuterait encore plus tôt en 1972 et jusqu’en 1992.
Selon certains centres de recherche internationaux tels que le centre australien McCrindle ou McKinsey & Company aux États-Unis, la génération y est née entre 1980 et 1994,.

## Concept
Le terme « génération Y » apparaît pour la première fois en 1993 dans un éditorial du magazine américain spécialisé dans la publicité d'Advertising Age. L'article n'est pas une analyse sociologique de cette tranche d'âge, c'est un portrait robot d'un jeune consommateur éthique, engagé mais sensible aux messages publicitaires.
Cette catégorisation « génération Y » (comme celle des autres « générations ») comporte beaucoup de postulats. Au-delà de la date de naissance, d'autres appartenances telles que celles aux classes sociales, aux cultures, aux territoires, etc. déterminent la personnalité.
Cependant, certaines propriétés peuvent être vraies plus largement, du fait d'éléments géopolitiques, économiques et culturels majeurs, par exemple :
- Ils n'ont pas connu le monde sans le SIDA.
- Leur période de naissance chevauche la chute des régimes communistes en Europe et la dislocation de l'URSS marquant la fin de la guerre froide[8].
- Ils ont vécu l'introduction massive de l'informatique grand public, puis l'arrivée d'internet[8].
- Le jeu vidéo est pour eux un divertissement banal, au contraire de la génération X pour laquelle il était encore parfois perçu comme marginal.
- Ils sont nés avec les débuts de l'intérêt du grand public pour l'écologisme, qui était précédemment l'affaire d'une minorité.
- Les attentats du 11 septembre 2001 sont advenus alors qu'ils n'étaient pas encore adultes[8].

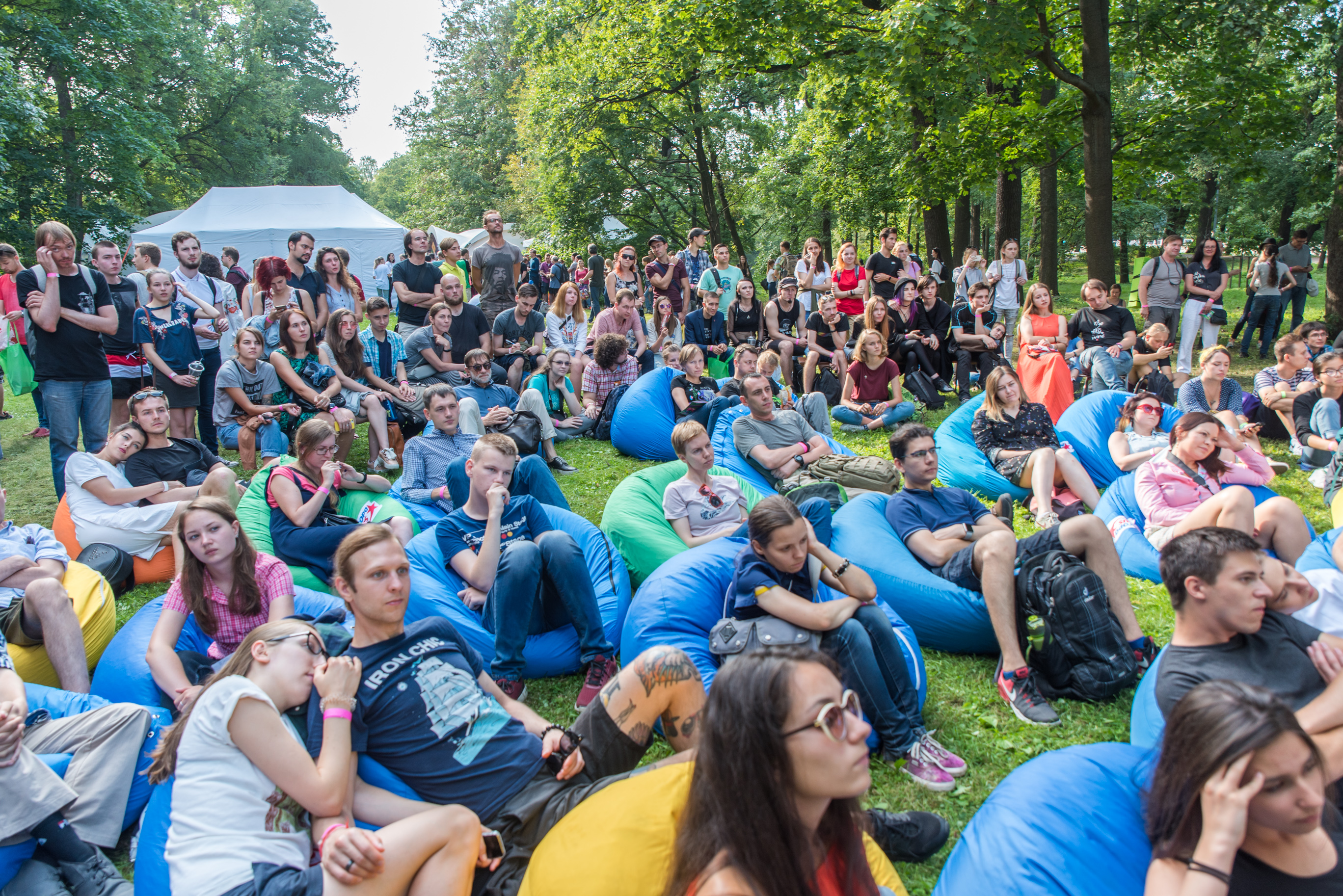
Génération Y en Russie.

D'autres caractéristiques de cette génération dépendent plus largement du contexte géographique. On peut notamment citer le cas de l'Europe de l'Est :
- Ils étaient enfants ou n'étaient pas nés sous l'ère communiste et ont donc moins de mal à s'adapter à des notions inconnues jusqu'en 1989 : chômage, consumérisme, liberté d'expression, liberté d'entreprendre, acceptation des inégalités sociales, etc.
- Une partie de cette génération a connu ces deux systèmes.
- Le rêve américain ainsi que l'ostalgie se sont développés dans cette génération.

## Dénominations
L'expression « génération Y » est utilisée, selon certains, pour avoir une suite logique dans l’alphabet après la génération X ; pour d'autres, elle vient de la phonétique anglaise de la lettre « Y » (prononcé /waɪ/), signifiant « pourquoi »,. Mais « génération Y » n'est pas le seul terme employé pour qualifier cette génération. Au total, il existe plus de 70 qualificatifs utilisés.

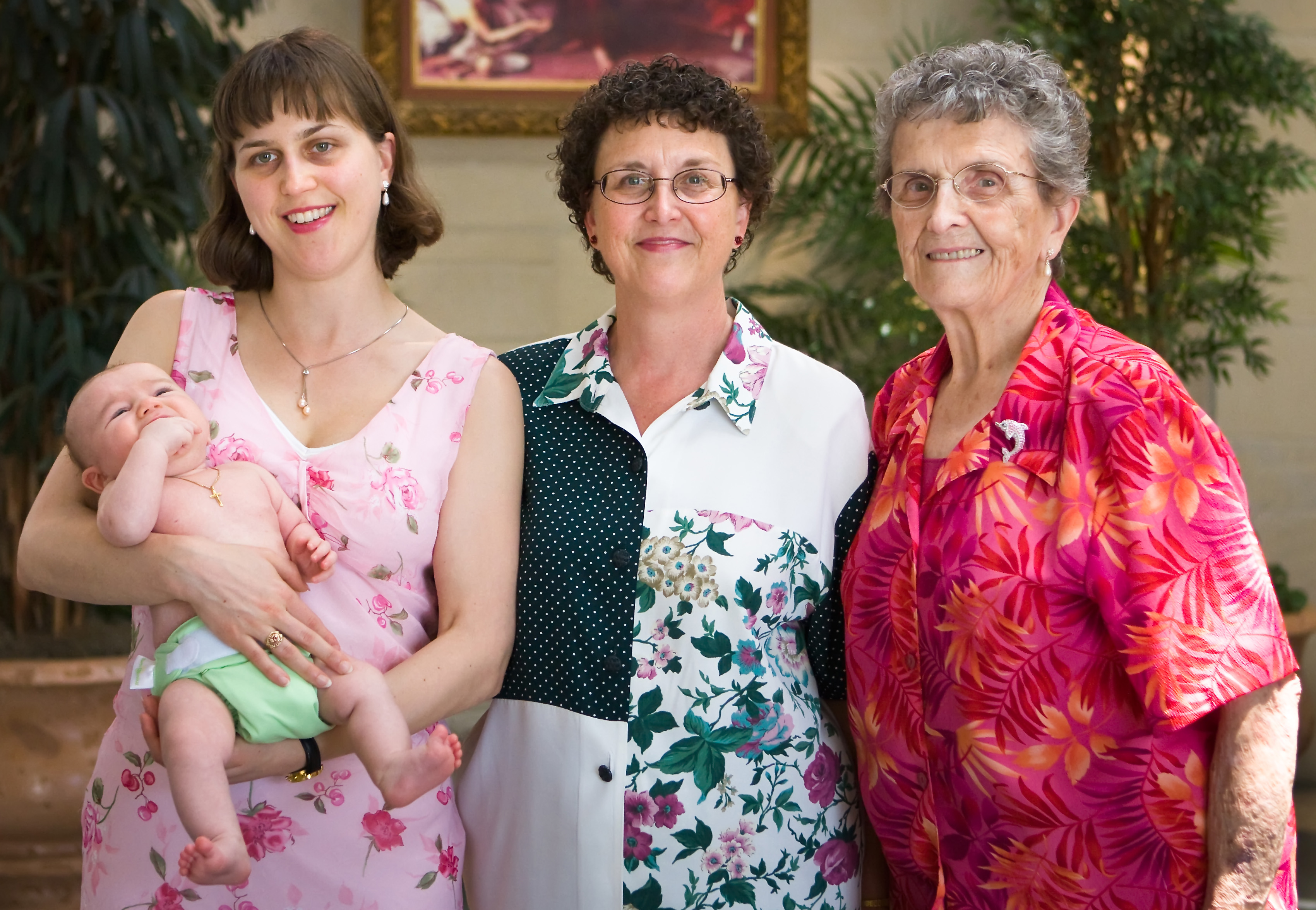
Américaines sur quatre générations : la jeune mère (24 ans en 2008) représente la génération Y.

Tout d'abord, cette génération est aussi nommée « milléniale » car courant jusqu'à l'an 2000, elle se situe au croisement des IIe et IIIe millénaires.
D'autres désignations sont liées aux autres générations. Ainsi en va-t-il du terme « écho boomers » car un grand nombre seraient des enfants de baby boomers, de celui de « génération boomerang » car les membres de la génération Y quitteraient leurs parents assez tôt mais reviendraient à la fin de leurs études ou à la suite d'un échec, ou encore de celui de « suivants » pour leurs similitudes supposées avec la génération X.
Les dénominations sont aussi liées au fait que cette génération a grandi avec un développement important des technologies de l'information et de la communication, qu'elle les emploierait davantage que les générations précédentes et qu'elle en aurait acquis une maîtrise intuitive dépassant celle de leurs parents. Il s'agit de l'expression « digital natives » (enfants du numérique) ou de celle de « génération C » pour communication, collaboration, créativité, connectivité (en anglais : « Computer, Click, Connected »),. Également, elle serait la « Net Generation » car elle s'informerait davantage par internet que par la télévision.
Enfin, d'autres expressions ont émergé du rapport supposé de cette génération à l'ordre social. « Mutants et semi-mutants » sont les termes employés pour qualifier respectivement les 0-25 et les 25-50 ans (en 2009) qui, en lien avec une mutation sociale, posséderaient une nouvelle normalité de façonnement psychique. Également, « the Generation We » (génération nous) est employé pour exprimer la façon dont la jeunesse « millénaire » devrait changer le monde pour toujours[C'est-à-dire ?].

## Relation aux activités professionnelles
Selon certains auteurs, les milléniaux auraient une approche du monde du travail et une manière de travailler différentes de celle de leurs ainés.
Les milléniaux seraient a priori davantage enthousiastes à l'endroit du travail que les générations précédentes. Les Y verraient le travail comme agréable et comme un moyen d'accomplissement par rapport à soi et au sein de la société, face aux X qui considéreraient davantage leur travail comme un moyen de survie. Ainsi, les milléniaux souhaiteraient concilier travail et intérêt personnel,.
Cette conciliation passeraient par les éléments suivants. Ils rechercheraient une meilleure qualité de vie. Ils préfèreraient les environnements riches en intensité relationnelle et apprécieraient particulièrement le travail d'équipe,. Ce souhait de socialisation au travail viendrait, selon Sylvain Luc et Charles Fleury, de l'appartenance des milléniaux à des petites fratries où les parents sont souvent actifs professionnellement et où il n'est pas rare qu'ils soient séparés. Par ailleurs, ils refuseraient de travailler durant les jours fériés et week-ends (sauf en emploi étudiant), voudraient des congés pour décompresser et des horaires plus flexibles. Ils exigeraient de la liberté et de l'autonomie. Ils penseraient à court terme et seraient très mobiles.

Ils désireraient que leur employeur les considèrent comme des individus à part entière et non comme des simples employés. Ils ne craindraient pas de se comparer aux autres. Ils jugeraient davantage un travailleur sur sa compétence, sa créativité ou sa contribution plutôt que sur son ancienneté ou son autorité. Par ailleurs, ils seraient eux-mêmes davantage créatifs, notamment grâce aux nouveaux outils technologiques. Ils seraient autant à l'aise pour communiquer à l'aide des technologies que de façon directe. Ils connaitraient leur valeur. Ils exigeraient développer leurs compétences, de la formation continue et de la progression rapide. Dans un contexte de pénurie de main-d'œuvre hautement qualifiée, ils seraient rares.

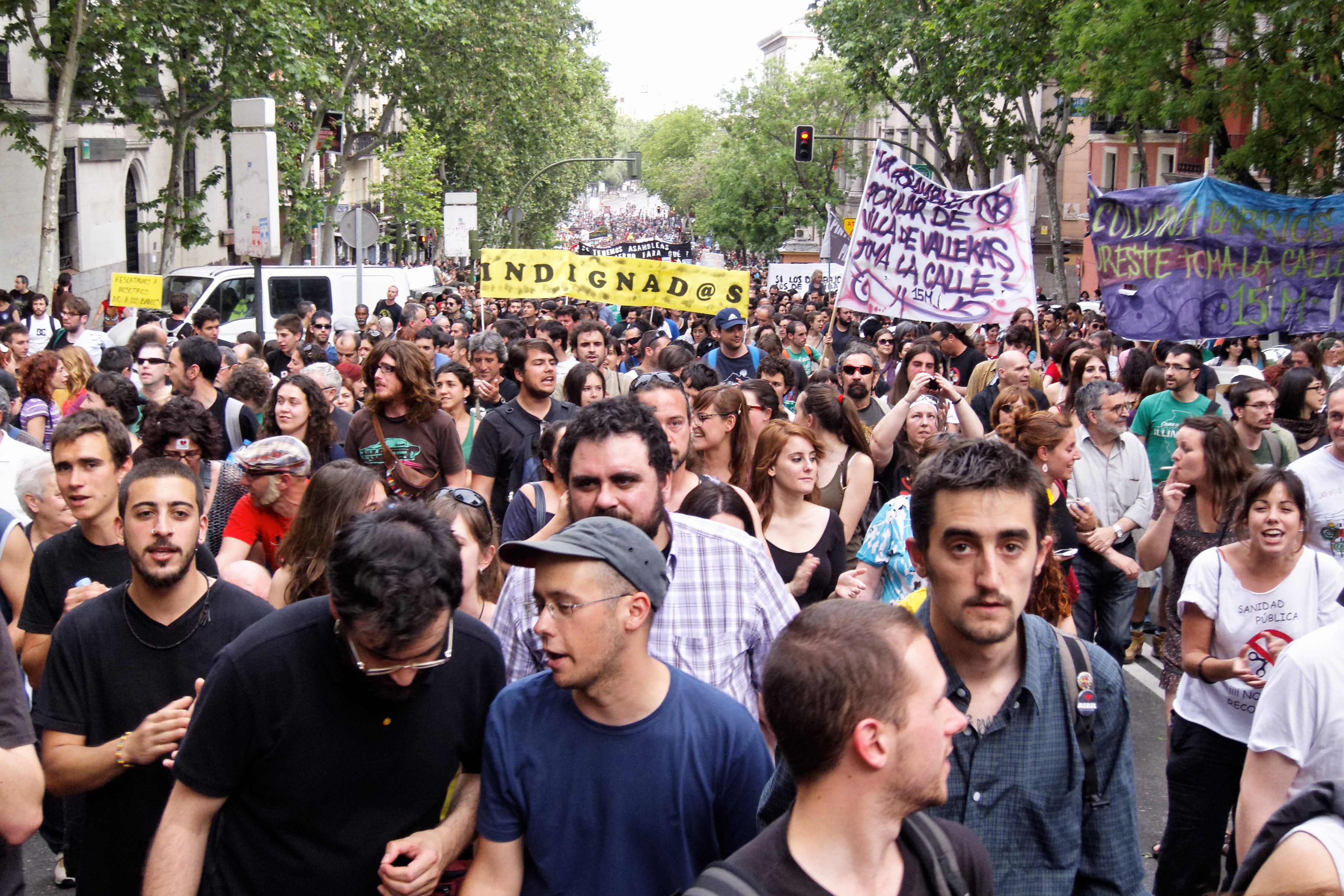
Mouvement anti-austérité en Espagne.

Cependant, les ambitions de cette génération à l'égard du travail ne seraient pas toujours en adéquation avec la réalité, ce qui aurait pour effet de leur développer « une vision plutôt pessimiste du monde professionnel ; un environnement de travail qui peine à les satisfaire ». Cette incongruence entre les désirs de cette génération et le monde du travail tels qu'ils le vivent feraient qu'ils ne placeraient finalement pas le travail au premier plan, mais plutôt la santé mentale et physique.
Pourtant, l'existence de spécificités dans la relation des Y avec le travail n'est pas démontrée. Les travaux qui s'intéressent à cette génération sont plus descriptifs qu'explicatifs ou comparatifs. Des études qui tentent de comparer les différentes générations sont rares. La seule réalisée sur un échantillon français, celle du psychologue Jean Pralong, conclut d'ailleurs à l'absence de différences entre les X et les Y dans le rapport au travail, à l'entreprise et à la carrière. Également, Marie-Andrée Rousseau évoque des similitudes entre ces deux générations. Les propos qui attribuent des caractéristiques spécifiques à la génération Y sont aussi étudiés par le sociologue François Pichault comme une idéologie managériale.
En 2011, la sociologue française Nathalie Moncel, du Centre d’études et de recherches sur les qualifications, fait remarquer la grande diversité de situations des jeunes face à l'emploi. Travaillant sur les « débutants sur le marché du travail », elle distingue ainsi une « jeunesse qui galère et dont on parle », une « jeunesse laborieuse et silencieuse » et cette « génération Y », « cette nouvelle jeunesse » de diplômés des écoles de commerce et d’ingénieurs qui ne représente que 6 % des jeunes.
Selon une étude américaine, la génération Y a été particulièrement affectée par la crise du Covid-19. Comme pour les autres générations actives professionnellement lors de la pandémie de Covid-19, les Y sont allés travailler avec le risque de contracter le virus, mettant ainsi leur santé en danger.

## Contexte culturel

### Télévision
Cette génération a largement grandi devant la télévision. Dans le monde occidental, elle a vu l'arrivée en masse des séries d'animation japonaises. La vente de coffrets vidéo ou d'articles de merchandising concernant les séries datant d'une vingtaine d'années témoigne de la nostalgie de cette génération pour la télévision qui l'a fortement influencée.
La génération Y française a grandi avec des références télévisuelles comme le Club Dorothée (1987-1997), les premières saisons de Pokémon avec la Pokémania (1999-2001), Les Minikeums (1993-2002), KD2A (2001-2009) ou encore Ça cartoon, le top 50 ou l'arrivée des chaînes de télévision privées (Canal+, la Cinq, TV6).
Les membres québécois de la génération Y ont grandi avec TVJQ (1980-1988) ainsi que le Canal Famille (1988-2001) et des émissions purement québécoises telles que Passe-Partout (1977-1987), Bibi et Geneviève (1988-1996), Sur la rue Tabaga (1990-1995), Les Intrépides (1992-1996) (production Franco-québécoise et également diffusée en France), Télé-Pirate (1991-1997), Le Studio (1995-1998) et, à leur adolescence, Radio Enfer (1995-2001), Dans une galaxie près de chez vous (1998-2001) et Watatatow (diffusé à Radio-Canada entre 1991 et 2005).
En ce qui concerne les belges francophones, en plus des références françaises se rajoute notamment Ici Bla-Bla.

### Cinéma
La génération précédente a pu s'extasier devant les progrès constants réalisés par l'industrie audiovisuelle et ses effets spéciaux. Pour la génération Y, qui est née après des films culte tels que Star Wars, et était jeune pour d'autres plus récents comme The Matrix, ces progrès vont de soi, et plus rien ne peut être graphiquement « étonnant », dans la mesure où « tout est possible », d'un dinosaure à la destruction d'une planète.

### Jeux vidéo
Les dates admises pour la génération Y correspondent à l'arrivée des jeux vidéo dans les foyers des pays développés ; c'est la première génération à les avoir connus dès le plus jeune âge.
Les jeux vidéo ont été une source de divertissement et de loisirs pour la génération Y qui a été la première à expérimenter les jeux sur console et les premières versions d'ordinateurs personnels. Des franchises emblématiques (Mario, Zelda, Pokémon, Final Fantasy) ont marqué cette génération et sont devenues des symboles de leur jeunesse. Outre l'influence sur la culture et l'identité de la génération Y, les jeux vidéo ont fourni une nouvelle forme de narration interactive et immersive, ainsi qu'une expérience sociale grâce aux jeux multijoueurs en ligne.

### Technologies numériques
En Occident, cette génération est née avec l'arrivée progressive sur le marché des CD-ROM (milieu des années 1980) et du téléphone portable (mise sur le marché du premier téléphone portable en 1983). L'arrivée de l'Internet dans les foyers dans les années 1990 coïncide également avec leur adolescence ou la vie de jeune adulte avec, plus tard, l'arrivée de l'ADSL. L'apparition d'autres technologies numériques comme le smartphone ou l'apparition du streaming généralisé grâce à l'amélioration du débit n'intervient cependant que plus tard.
Cette génération est considérée comme naturellement plus à l'aise que les précédentes avec les technologies de l'information, l'Internet en particulier. Elle peut être associée à l'ensemble des technologies et applications que l’on nomme aujourd’hui le Web 2.0. Chacun a accès à des outils de création et de communication que les générations précédentes ne pouvaient qu'imaginer. Ainsi, par exemple, écrire un livre dans les années 1970 nécessitait de le taper à l'aide d'une machine à écrire et de démarcher des éditeurs, ce qui rendait la diffusion des ouvrages plutôt incertaine. Aujourd'hui, on peut écrire sur son site web personnel (blog ou autre) depuis n'importe quel ordinateur, la diffusion du contenu étant immédiate.
Bien qu'ils soient qualifiés de « natifs numériques », certaines études, dont une réalisée par la fondation Travail-Université de Namur en Belgique, tendent à démontrer qu'une partie de la génération Y, les 16-25 ans, consomment plus qu'ils ne développent les nouvelles technologies. En effet, 83 % des jeunes entre 19 et 25 ans possèdent un compte Facebook, dont la plupart l'utilisent pour consommer des informations, et non pas en créer. Pour certains théoriciens, la génération des natifs numériques est plutôt la génération Z. Au lieu de digital natives, Jean-Noël Lafargue (expert en technologies et enseignant en art et nouveaux médias) qualifie ce groupe d'âge de digital naives.
Leur utilisation souvent excessive de l'Internet peut avoir des conséquences néfastes pour leur santé. 25 % des générations Y consultent leur smartphone plus de cent fois par jour. Des études montrent qu’il existe une forte corrélation entre dépression et temps connecté.

### Mobilité
Cette génération se déplace facilement, elle a profité de la baisse des coûts du transport aérien et des facilités offertes par la voiture et les transports en commun. Dans les pays occidentaux, après une longue période d'engouement pour l'automobile individuelle, cette appétence semble avoir dans les années 2000 beaucoup diminué. Le driving boom (croissance régulière du nombre de kilomètres parcourus au volant par an) a été stoppé en 2004 aux États-Unis (de 1970 à 2004, la distance parcourue au volant par un Américain avait presque doublé, passant de 8 700 à 16 100 km, soit + 85 %), mais aux États-Unis la génération Y est celle qui prend le moins le volant (son kilométrage annuel a diminué de 23 % de 2001 à 2009). Ce chiffre a pour la première fois diminué en 2012 (tombé à 15 000 km), mais la génération Y se déplace plus en avion et surfe de plus en plus sur internet. L'un des scénarios prospectifs élaborés sur ce thème (scénario dit Ongoing Decline) envisage une prolongation de ce déclin, si la génération Z imite la génération Y. Les transports doux (bicyclette notamment) sont très appréciés en Europe du Nord et semblent durablement ancrés dans les comportements de cette génération.
Les programmes de type Erasmus ont facilité les études et échanges avec l'étranger.

### Consommation collaborative
Les milléniaux, en tant que génération, font beaucoup appel aux services de consommation collaborative (co-voiturage, hébergement entre particuliers, occasion…).

#### Ouvrages
- Carol Allain, Génération Y : Qui sont-ils, comment les aborder ? Un regard sur le choc des générations, Montréal, Logiques, 2018, 204 p.
- Emily Boudaoud, Génération Y : droit de réponse, La Plaine Saint-Denis, Afnor groupe, 2013, 250 p.
- Éric Briones et Grégory Casper, La génération Y et le luxe, Malakoff, Dunod, 2014, 240 p.
- Rodrigo Arturo Agurto Catalan, Les attentes et les besoins de la génération Y en matière d'emploi (Mémoire de maîtrise en administration des affaires (MBA)), Trois-Rivières, Université du Québec, 2013, 127 p. (lire en ligne).
- Marie Desplats et Florence Pinaud, Manager la génération Y - Travailler avec les 20-30 ans, Malakoff, Dunod, 2011, 224 p.
- Alan Fustec et Dominique Sappey-Marinier, Manager la génération Y avec les neurosciences. Faire de la génération Y une richesse pour l'entreprise, Paris, D'organisation, 2011, 263 p.
- Grégory Kapustin, La jeunesse qui range sa chambre. Une génération et ses révoltes, Paris, Du cygne, 2008, 160 p.
- Georges Lewi, Génération Y : mode d'emploi, Paris, Vuibert, 2019, 199 p.
- Denis Monneuse, Les jeunes expliqués aux vieux, Paris, L'harmattan, 2012, 217 p.
- Daniel Ollivier et Catherine Tanguy, Génération Y mode d'emploi : Intégrez les jeunes dans l'entreprise, Louvain, De Boeck, 2008, 232 p.
- Julien Pouget, Intégrer et Manager la Génération Y, Paris, Vuibert, 2013, 207 p.
- Olivier Rollot, La génération Y, Paris, Presses universitaires de France, 2012, 128 p.
- (en) Bruce Tulgan et Carolyn Arthur Martin, Managing Generation Y : Global Citizens Born in the Late Seventies and Early Eighties, Amherst, Human Resource Development Press, 2001, 105 p.
- Marie-Andrée Rousseau, Les représentations sociales du travail : le point de vue de la génération Y et des gestionnaires (Mémoire de maîtrise en lettres / communication sociale), Trois-Rivières, Université du Québec, 2011, 126 p. (lire en ligne).

#### Articles
- Marie Bia Figueiredo et Chantal Morley, « Génération Y en entreprise, entre préjugés et réalité », sur Les Échos, 30 août 2013 (consulté le 10 mai 2023).
- Nathalie Brafman, « Génération Y du concept marketing à la réalité », sur Le Monde, 18 mai 2012 (consulté le 10 mai 2023).
- Sylvain Luc et Charles Fleury, « Le phénomène « génération Y » : symbole d’une plainte existentielle ? », Revue multidisciplinaire sur l'emploi, le syndicalisme et le travail, vol. 10, no 2,‎ 21 juin 2017, p. 4–22 (ISSN 1918-9354, DOI 10.7202/1040292ar).
- François Pichault et Mathieu Pleyers, « Pour en finir avec la génération Y… Enquête sur une représentation managériale », dans Actes du XXIe congrès de l'Association francophone de gestion des ressources humaines du 17 au 19 novembre 2010, Rennes, Saint-Malo, @GRH, 2010, 43 p.
- Jean Pralong, « L'image du travail selon la génération Y : une comparaison inter-générationnelle conduite sur 400 sujets grâce à la technique des cartes cognitives », Revue internationale de psychosociologie, vol. 16, no 39,‎ 2010, p. 109-134 (DOI 10.3917/rips.039.0109).

### Documentaires
- Matthieu Jaubert et Sophie Peyrard, « La révolution rétro » : pourquoi la génération Y est-elle accro au rétro ?, 2015, diffusé sur Arte.

- Louise Lemelin et Eza Paventi, Les Y : La génération qui dérange, 2010, diffusé sur Canal Vie.

- Lætitia Moreau, Génération quoi ?, 2013, diffusé sur France 2, avec 3 volets : « Master chômage et master classe », « Bac ou crève », « La vie, ça commence quand ? ».

- François Ekchajzer, « « Génération quoi ? » ou la crise des 18-34 ans », sur Télérama, 13 octobre 2013 (consulté le 5 août 2020),
- « Generation What? – La grande enquête sur les 18-34 ans dans toute l'Europe », sur france2.fr (consulté le 5 août 2020)

- Lætitia Moreau, La « Génération Y », génération quoi ?, 2016, diffusé sur la RTBF, avec 4 volets : « Moi et l’amour », « Moi et ma famille », « Moi et le travail » et « Moi et mes amis »

- Basile Roze et Cédric Leprettre, Allons enfants ! Portraits d’une enfance qui se bouge, 2017, diffusé sur France 4.

- « La « Génération Y », génération quoi ? », sur RTBF, 18 mai 2016 (consulté le 23 mai 2019).
- Nabil Hallaoui, « TV : « Allons enfants ! », la génération « Y » contre-attaque », sur Le Monde, 2 mai 2017 (consulté le 23 mai 2019).

- Usul, Les jeunes (la génération Y), 2015, diffusé sur Dailymotion.

### Blogs
- Yoani Sánchez, journaliste cubaine, rédige, depuis 2007, son blog « Generación Y, dont elle explique l’intitulé par : « des gens comme moi [nés dans les décennies 1970  et 1980], dont le prénom commence par, ou contient, un « y » » : Yanisleidi, Yoandri, Yusimí…